# ساعت بغداد

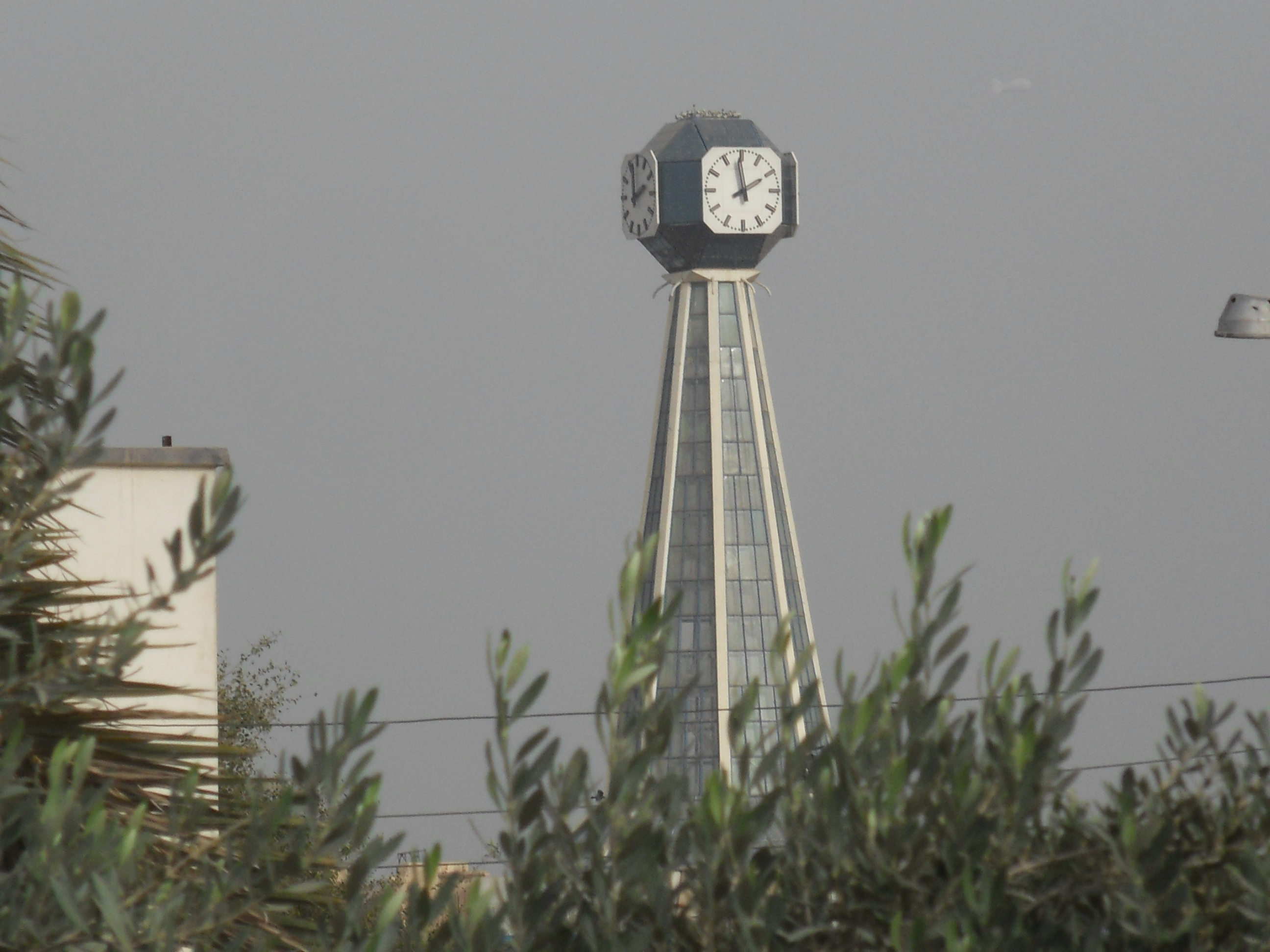
ساعت بغداد در سال ۲۰۱۰ میلادی

ساعت بغداد یک بنای همگانی واقع در نزدیکی منطقه سبز بغداد، در کشور عراق است که در سال ۱۹۹۴ میلادی تأسیس شد. پیش از سال ۲۰۰۳ میلادی از آن به عنوان یک موزه استفاده می‌شد که دارای یک برج ساعت بزرگ بود. این بنا در طول حملهٔ سال ۲۰۰۳ به عراق به‌شدت آسیب دید؛ اما بعداً بازسازی شد و اکنون محل دیوان عالی عراق است.